# Hydrophis melanocephalus
La serpiente marina de cabeza negra (Hydrophis melanocephalus) es una especie de serpiente de la familia Elapidae; es descendiente de las serpientes terrestres de Australia, evolucionando a reptiles acuáticos. Mide 2,6 m.
Familiar de la coral, su veneno compite como uno de los más potentes del mundo, al ser 10 veces más mortal que el de la mamba negra, la segunda serpiente terrestre más venenosa.
Se distribuye por el oeste del océano Pacífico.